# Caëstre
Caëstre är en kommun i departementet Nord i regionen Hauts-de-France i norra Frankrike. Kommunen ligger i kantonen Hazebrouck-Nord som tillhör arrondissementet Dunkerque. År 2022 hade Caëstre 1 979 invånare.

## Befolkningsutveckling
Antalet invånare i kommunen Caëstre
| Referens: INSEE |